# Zarękowiny

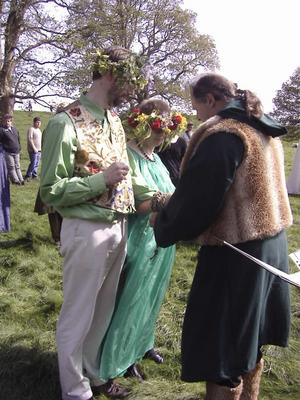
Neopogańskie zarękowiny

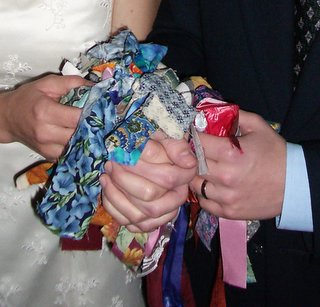
Przykład ślubnego węzła, gdzie każdy gość zaproszony na ceremonię zawiązuje wstążkę wokół splecionych dłoniii państwa młodych.

Zarękowiny, Wiązanie rąk, bądź Pogański ślub (ang. Handfastings) – neopogańska ceremonia ślubna.

## Tradycje
W neopogaństwie, a zwłaszcza w wicca termin zarękowiny, czyli po angielsku handfastings, co dosłownie oznacza „wiązanie rąk”, obecnie wyparł określenie „ślub”. Przysięga małżeńska może być podejmowana na jeden rok i jeden dzień, na „tak długo jak miłość będzie trwać”, na całe życie, lub na całą wieczność w zależności od wyznania. Przykładowo wiccanie mogą praktykować próbne śluby na okres roku i jednego dnia, inicjowane podczas sabatu w Lughnasadh, ponieważ był to tradycyjny czas zarękowin wśród Irlandczyków, jednak typową przysięgą jest „póki trwać będzie miłość”, wypowiadana zamiast chrześcijańskiego „póki śmierć nas nie rozłączy”. Ponadto w wicca ceremonii może towarzyszyć pięciokrotny pocałunek. Pierwsza znana wiccańska ceremonia zaślubin miała miejsce w 1960 roku, w kowenie Bricket Wood, pomiędzy Frederikiem Lamondem, a jego pierwszą żoną Gillian. Jak w przypadku wielu neopogańskich rytuałów, jedne grupy mogą korzystać z historycznie potwierdzonych form ceremonii, tak aby nie oddalały się od tradycji, podczas gdy inne korzystają z podstawowej idei zarękowin i ponadto tworzą w dużej mierze nowe rytuały. W niektórych tradycjach młoda para może przeskoczyć miotłę albo małe ognisko po zakończeniu ceremonii. W dawnej polszczyźnie termin „zrękowiny”, od którego wywodzą się zarękowiny oznaczał po prostu zaręczyny, jednak zazwyczaj odnosił się do chrześcijańskiej ceremonii.

## Odniesienia w kulturze
W kulturze masowej zarękowiny zostały spopularyzowane między innymi w filmie The Doors w reżyserii Olivera Stone’a z 1991, gdzie Jim Morrison, oraz Patricia Kennealy-Morrison zawierają małżeństwo w celtyckim obrządku pogańskim, co naprawdę miało miejsce w 1970 roku.